# 费拉尼奇
费拉尼奇（西班牙語：Felanich）是西班牙巴利阿里群岛的一个市镇。总面积170平方公里，总人口14882人（2001年），人口密度88人/平方公里。